# Colégio de Aplicação da Universidade Federal de Viçosa
O Colégio de Aplicação da Universidade Federal de Viçosa (CAp) é uma instituição de ensino médio pública federal brasileira, com sede em Viçosa (Minas Gerais), em Minas Gerais, subordinado à Universidade Federal de Viçosa (UFV), sendo responsável por desenvolver o ensino, a pesquisa e a extensão em educação, além da oferta de campo de estágio junto à universidade. É um dos colégios de aplicação existentes em universidades federais brasileiras.
O ingresso ao corpo discente da instituição de ensino ocorre mediante exame seletivo, no qual é oferecido 150 vagas. Nele, apenas são oferecidas vagas para a primeira série do ensino médio. No Exame de Seleção para o ano de 2015, a relação de candidatos por vaga foi de 14,6 e para a entrada em 2017, de 13,6 candidatos/vaga. A maioria dos estudantes vêm de outras cidades do país, o que contribui para aproximar a realidade do colégio ao ambiente de uma universidade.
Os alunos possuem a grade curricular normal, de acordo com a Base Nacional Comum, mas além disso o Colégio conta com a disponibilidade dos professores durante todo o período de funcionamento. Os discentes também tem livre acesso à Biblioteca Central, à Praça de Esportes, ao Restaurante Universitário, à Divisão de Saúde e a outros benefícios da Universidade Federal de Viçosa.
As aulas da primeira série do ensino médio ocorrem no período da tarde, enquanto das demais ocorrem no turno da manhã. Os professores, que trabalham em regime exclusivo, atendem os alunos e fazem plantões em períodos extra-classe.
Desde o início da aplicação do Exame Nacional do Ensino Médio, em 2009, o colégio se posicionou em primeiro lugar entre as escolas públicas do Brasil. 